# راسموس بیرکلاند
راسموس بیرکلاند (انگلیسی: Rasmus Birkeland; ۱۴ آوریل ۱۸۸۸ – ۱۲ دسامبر ۱۹۷۲) قایقران قایق بادبانی اهل نروژ بود.